# Ejlinge
Ejlinge ist eine seit Ende der 1990er Jahre unbewohnte dänische Insel im Kattegat, nur rund 20 Meter nördlich der Insel Fyn (dt.: Fünen) bei Æbelø gelegen. Ejlinge gehört zur Kirchspielsgemeinde (dän.: Sogn) Klinte Sogn die bis 1970 zur Harde Skam Herred im Odense Amt gehörte, seither zur Bogense Kommune im damaligen Fyns Amt, die im Zuge der Kommunalreform zum 1. Januar 2007 in der Nordfyns Kommune in der Region Syddanmark aufgegangen ist.
Die Fläche der Insel beträgt 14,3 Hektar, anderen Angaben zufolge 16,4 Hektar. Die Länge der Küstenlinie beträgt 2,27 km.